# Ґленн Фіцджеральд
Ґленн Фіцджеральд (англ. Glenn Fitzgerald; нар. 21 грудня 1971, Бруклін, Нью-Йорк, США) — американськиЙ актор кіно і телебачення.

## Життєпис
Ґленн Фіцджеральд народився 21 вересня 1971 року в Нью-Йорку. Закінчив школу «Bishop Ford High School». Перш ніж розпочати акторську кар'єру, працював моделлю.

## Фільмографія
- 1996 — «Біда біду тягне»
- 1997 — «Крижаний вітер»
- 1999 — «Шосте відчуття»
- 2000 — «Знайти Форрестера»
- 2001 — «Фанатик»
- 2001 — «Солдати Буффало»
- 2001-2005 — «Клієнт завжди мертвий»
- 2002 — «40 днів і 40 ночей»
- 2002 — «Ігбі йде на дно (фільм)»
- 2004 — «Довірся чоловікові»
- 2004 — «Закон і порядок: Злочинний намір»
- 2007-2009 — «Брудні мокрі гроші»
- 2007 — «Ніл Кессіді» — Джек Керуак
- 2007 — «Приємна несподіванка» — клієнт
- 2010 — «C.S.I.: Місце злочину Маямі»
- 2012 — «Сприйняття»
- 2013 — «Елементарно»
- 2015 — «Мільярди»
- 2016 — «Державний секретар»
- 2017 — «Детройт»